# Siegfried Massmann (Admiral)
Siegfried Massmann, auch Siegfried Maßmann (* 2. April 1882 in Danzig; † 15. Februar 1944) war ein deutscher Vizeadmiral der Kriegsmarine.

## Leben
Siegfried Massmann trat im April 1901 in die Kaiserliche Marine ein. Am 12. März 1912 wurde er zum Kapitänleutnant befördert. Später war er bis Januar 1915 Kommandant des Torpedobootes S 179. Bis Juni 1916 war er Flaggleutnant der VIII. Torpedoboot-Flottille und zugleich Kommandant des nach einem Untergang wieder hergestellten Torpedobootes S 178. Für einen Monat war er Chef der 21. Torpedoboots-Halbflottille. Von Juli 1916 bis Dezember 1917 war er Adjutant bei der Torpedo-Inspektion. Anschließend war er bis Kriegsende Chef der 19. Torpedoboots-Halbflottille.
Nach dem Krieg wurde er in die Reichsmarine übernommen, hier am 5. Februar 1920 Korvettenkapitän und war 1922 Referent in der Inspektion des Torpedo- und Minenwesens. Am 1. April 1926 wurde er Fregattenkapitän. Ab 29. September 1928 war er als Kapitän zur See (Beförderung am 1. Mai 1928) Kommandant des Linienschiffs Schleswig-Holstein. Mit der erneuten Indienststellung am 25. Februar 1930 bis 29. September 1930 war er anschließend Kommandant des Linienschiffs Hannover.
Als Konteradmiral wurde Massmann als Nachfolger von Konteradmiral Eduard Eichel 1932 Oberwerftdirektor der Marinewerft Wilhelmshaven. Hier war er bereits vorher Chef der Zentralabteilung gewesen.
Von März 1937 bis November 1941 war er Leiter des Luftwaffenlehrstabes. Zusätzlich war er von der Einrichtung im Juni 1940 bis August 1940 Chef des Oberwerftstabs Frankreich. Am 1. September 1940 wurde er zum Vizeadmiral befördert. Massmann führte auch den zeitgleich beim OKM eingerichteten Sonderstab Frankreich, welcher aber erst zwei Wochen nach dem Waffenstillstand Frankreich erreichte und damit ohne Wirkung wieder aufgelöst wurde. Später wurde er von Dezember 1941 bis zu seinem Tod Chef des Oberwerftstabs Ägäis und Werftbeauftragter beim Admiral Ägäis.